# Xingming Guizhi
El Xingming Guizhi (性命圭旨, Principios de la naturaleza interior y la fuerza vital) es un texto completo de la dinastía Ming (1368-1644) sobre técnicas de autocultivo neidan («alquimia interna»), que cita sincretísticamente fuentes de las Tres enseñanzas del taoísmo, el confucianismo y el budismo (en particular la escuela Yogachara), y está ricamente ilustrado con más de cincuenta ilustraciones que los textos posteriores copiaron ampliamente. El clásico Xingming Guizhi se ha reeditado durante más de cuatro siglos, desde su primera edición en xilografía en 1615 hasta las versiones digitales actuales.